# Connor Paolo
Pour les articles homonymes, voir Paolo.
Connor Paolo, né le 11 juillet 1990 à New York, est un acteur américain.
Il est surtout connu pour avoir interprété les rôles d'Eric Van Der Woodsen dans la série Gossip Girl, et de Declan Porter dans la série Revenge. Il est également apparu dans deux films d'Oliver Stone : Alexandre (2004) et World Trade Center (2006).

## Biographie

### Famille, formation
Connor Paolo est né le 11 juillet 1990 à New York, fils de Colin Paolo, écrivain et scénariste, d'origine italienne, et de Julia Mendelsohn, musicienne, pianiste classique et coach vocal, d'origine allemande et juive,.
Il fréquente, à partir de 2006, la Professional Performing Arts School (en), aux côtés de Sarah Hyland, Paul Iacono (en) et Taylor Momsen. Puis il intègre l'institut Lee Strasberg Theatre Institute où il suit des cours de théâtre. Il participe aussi au cours d'arts d'été de l'Appel Farm Arts & Music Center (en) à Elmer, dans le New Jersey, durant plusieurs étés. Il entre à l'université de New York pendant un semestre à l'automne 2008,.

### Carrière
Connor Paolo commence dans des publicités et au théâtre : en 2000-2002, il apparaît sur la scène de Broadway dans la comédie musicale The Full Monty, et sur les scènes de l'Off-Broadway, dans la production théâtrale de New York, dans la pièce de William Shakespeare Richard III. Il joue aussi le rôle de Nick Bottom dans une version abrégée de Le Songe d'une nuit d'été de Shakespeare.
Connor Paolo fait sa première apparition à la télévision en 2002, dans la série New York, unité spéciale, où il incarne un pré-adolescent violeur et meurtrier ; il reviendra encore en 2006 dans la série lors d'un autre épisode et dans un autre rôle, celui d'un adolescent perturbé basé sur le cas réel de Justin Berry. Il débute au cinéma en 2003 dans le film Mystic River de Clint Eastwood, qui sera nommé aux Oscars.
En 2004, Connor Paolo obtient un rôle récurrent dans le feuilleton On ne vit qu'une fois. Il joue également le rôle d'Alexandre le Grand adolescent dans le film Alexandre d'Oliver Stone. En 2006, il joue dans le film World Trade Center d'Oliver Stone (ce qui lui vaut une nomination aux Young Artist Awards de 2007), puis Snow Angels de David Gordon Green en 2007, et Favorite Son en 2008, son premier rôle principal.
En 2007, Connor Paolo décroche le rôle d'Eric Van Der Woodsen dans la série Gossip Girl, le frère cadet homosexuel du personnage principal Serena Van Der Woodsen interprétée par Blake Lively, ce qui le fait connaître du grand public. Il y retrouve Taylor Momsen, rencontrée à la Professional Performing Arts School. Il joue dans les quatre premières saisons de la série de 2007 à 2011, et dans le dernier épisode de la série (saison 6).
En 2010, Connor Paolo joue dans le film apocalyptique de vampires Stake Land, de Jim Mickle.
Après quatre saisons, Connor Paolo quitte la série Gossip Girl pour se consacrer, à partir d'avril 2011, à la série Revenge, où il tient le rôle de Declan Porter jusqu'en mai 2013.
En 2016, Connor Paolo fait son retour au cinéma en jouant dans Friend Request et Outlaw, ainsi que sur le petit écran lors d'un épisode de Rush Hour.
En 2017, Connor Paolo est présent au casting des films Stake Land II (en) (suite de Stake Land), Like Lambs et Flock of Four (en), ainsi que les séries Philip K. Dick's Electric Dreams et Business Doing Pleasure.

### Vie privée
De 2007 à 2011, il a été le compagnon de l'actrice Alice Kremelberg. Il a ensuite été en couple avec l'actrice australienne Adelaide Kane d'avril 2011 à juillet 2013. Il a également fréquenté l'actrice Grace Van Dien.

## Filmographie

### Cinéma
- 2003 : Mystic River de Clint Eastwood : Sean Devine, jeune
- 2004 : Alexandre d'Oliver Stone : Alexandre le Grand, adolescent
- 2006 : World Trade Center d'Oliver Stone : Steven McLoughlin
- 2007 : Snow Angels de David Gordon Green : Warren Hardesky
- 2008 : Favorite Son de Howard Libov : Ross
- 2009 : The Winning Season (en) de James C. Strouse (en) : Damon
- 2010 : Camp Hell de George VanBuskirk : Jack
- 2010 : Stake Land de Jim Mickle : Martin
- 2016 : Friend Request de Simon Verhoeven : Kobe
- 2016 : Like Lambs de Ted Marcus : Mick Springfield
- 2016 : Outlaws and Angels de J. T. Mollner : Connor
- 2016 : Stake Land II (en) de Dan Berk et Robert Olsen : Martin
- 2017 : Flock of Four (en) de Gregory Caruso : Tony Pacarelli
- 2023 : Last Stop : Yuma County (The Last Stop in Yuma County) de Francis Galluppi : Gavin

### Séries télévisées
- 2002 : New York, unité spéciale (Law & Order : Special Victims Unit) : Zachary Connor (saison 4, épisode 9)
- 2004 : On ne vit qu'une fois (One Life to Live) : Travis O'Connell (16 épisodes)
- 2006 : New York, unité spéciale (Law & Order : Special Victims Unit) : Teddy Winnock (saison 7, épisode 21)
- 2007-2012 : Gossip Girl : Eric Van Der Woodsen (saisons 1-4, saison 6 épisode 10 : New York, I Love You XOXO)
- 2010 : Mercy Hospital (Mercy) : Everett Cone (saison 1 épisode 15 : I Did Kill You, Didn't I?)
- 2011 : Stake Land: Origins : Martin (saison 1 épisode 6 : Martin)
- 2011-2013 : Revenge : Declan Porter (saisons 1-2)
- 2016 : Rush Hour : Henry (saison 1 épisode 6 : Welcome Back, Carter)
- 2016 : Swedish Dicks : Tim (saison 1 épisode 1 : When Ingmar Met Axel)
- 2017 : The Brave : Nate (saison 1 épisode 4 : Break Out)
- 2017 : Business Doing Pleasure : Jason (saison 1 épisodes 1-6)
- 2018 : Philip K. Dick's Electric Dreams (Electric Dreams) : Ethan (saison 1 épisode 9 : Safe & Sound)
- 2020 : The Resident : Isaac Morgan (saison 3 épisode 19 : Support System)

### Jeux vidéo
- 2006 : Canis Canem Edit (Bully) : Tom (voix)

### Clip Vidéo
- 2012 : My Medicine, de The Pretty Reckless

## Nomination
- 2007 : 28e Young Artist Awards : Meilleur second rôle masculin dans un film (Best Performance in a Feature Film - Supporting Young Actor) pour le rôle de Steven McLoughlin dans World Trade Center

## Voix françaises
- Hervé Grull dans : 
  - World Trade Center
  - Friend Request
- Gwenaël Sommier dans :
  - Gossip Girl
  - Revenge
- Maxime Donnay dans : 
  - Stake Land